# Katashina
Katashina (片品村?) è un villaggio giapponese della prefettura di Gunma.